# Preußen contra Reich
Preußen contra Reich ist die Kurzbezeichnung für einen Rechtsstreit, der 1932 vor dem Staatsgerichtshof für das Deutsche Reich in Reaktion auf den Preußenschlag ausgetragen wurde. Die Verfassungsmäßigkeit der Einsetzung des Reichskanzlers Franz von Papen als Kommissar für Preußen sollte auf Antrag der für abgesetzt erklärten preußischen Landesregierung und anderer Antragssteller überprüft werden.

## Vorgeschichte und Kontext
Durch eine auf Artikel 48 Absätze 1 und 2 der Weimarer Verfassung gestützte (Not-)Verordnung des Reichspräsidenten betreffend die Wiederherstellung der öffentlichen Sicherheit und Ordnung im Gebiet des Landes Preußen vom 20. Juli 1932 (RGBl. I S. 377) setzte Reichspräsident Paul von Hindenburg den Reichskanzler Franz von Papen zum Reichskommissar für das Land Preußen ein und brachte das Land so unter Reichskontrolle (sogenannter Preußenschlag).
Der Prozess und die Auseinandersetzung um ihn muss auch im Kontext der Debatte um die Reichsreform und die Forderungen des Bundes zur Erneuerung des Reiches und des Dualismus von Preußen und Reich gesehen werden.

## Reaktion

### Antrag auf Erlass einer einstweiligen Verfügung
Das Land Preußen, vertreten durch das Preußische Staatsministerium, sowie die Fraktion des Zentrums und die Fraktion der Sozialdemokratischen Partei Deutschlands im Preußischen Landtag stellten daraufhin vor dem Staatsgerichtshof einen Antrag auf Erlass einer einstweiligen Verfügung gegen das Deutsche Reich (StGH. 15/32).
Die Antragsteller bestritten die Verfassungsmäßigkeit der Verordnung, da die in der Verordnung vorausgesetzte Nichtregierbarkeit Preußens nicht gegeben sei. Sie beantragten daher, dem eingesetzten Reichskommissar im Wege der einstweiligen Verfügung die Dienstausübung zu untersagen. In der am 23. und 25. Juli stattfindenden mündlichen Verhandlung änderte das Preußische Staatsministerium seinen Antrag ab. Es begehrte nun die Anordnung,
- dass die Reichskommissare sich nicht als preußischer Ministerpräsident, preußischer Staatsminister oder Mitglied der preußischen Landesregierung bezeichnen dürften.
- Nur den preußischen Staatsministern stehe die Eigenschaft als Staatsminister zu.
- Die Reichskommissare dürften nicht ohne Vollmacht der Staatsminister Preußen im Reichstag vertreten.
- Sie hätten nicht die Befugnis, den Mitgliedern der preußischen Staatsregierung das Recht zur Vertretung Preußens im Reichsrat und zur Instruktion der Reichsratsbevollmächtigten zu entziehen.
- Sie hätten nicht das Recht, Beamtenernennungen oder -absetzungen mit dauernder Wirkung vorzunehmen.

Die beiden Landtagsfraktionen blieben bei ihrem ursprünglichen Antrag.
In seiner Begründung der Ablehnung führte der Staatsgerichtshof aus, dass er der endgültigen Entscheidung nicht vorgreifen könne,
- denn für eine Unwirksamkeitserklärung der dringlich erscheinenden Notverordnung des Reichspräsidenten müssten Gründe vorgebracht werden, die dem Gerichtshof zum Zeitpunkt der Entscheidung noch nicht vorliegen könnten.
- Eine einstweilige Verfügung sei nur dann zu erlassen, wenn dies zur Abwendung wesentlicher Nachteile nötig erscheine, etwaige Nachteile der Notverordnung für Preußen seien aber zum gegenwärtigen Zeitpunkt nicht nachzuweisen.
- Die später eingebrachten Einzelforderungen nach Einschränkungen der Befugnisse der kommissarischen Regierung müssten als Wunsch nach einer „Aufteilung der Staatsgewalt“ zwischen dem Reichskommissar und den von ihm eingesetzten Kommissaren einerseits und den klagenden preußischen Staatsministern anderseits aufgefasst werden. Diese wäre geeignet, „eine Verwirrung im Staatsleben herbeizuführen.“

### Das Hauptsacheverfahren
Der Staatsgerichtshof verband verschiedene Anträge auf Feststellung der Verfassungswidrigkeit der Einsetzung eines Reichskommissars für das Land Preußen (StGH. 15, 16, 17 u. 19/32) für das Hauptsacheverfahren zu einer Streitsache.

#### Die Beteiligten
Zur ersten Gruppe der Antragsteller gehörten das Land Preußen, vertreten durch das Preußische Staatsministerium sowie die Zentrumsfraktion und die Fraktion der Sozialdemokratischen Partei Deutschlands im preußischen Landtag; Antragsgegner war das Deutsche Reich.
Zur zweiten Gruppe gehörten der preußische Ministerpräsident Otto Braun sowie die preußischen Minister des Innern Carl Severing, für Wohlfahrt Heinrich Hirtsiefer, für Landwirtschaft, Domänen und Forsten Heinrich Steiger, für Handel und Gewerbe Walther Schreiber, der Justiz Hermann Schmidt, für Wissenschaft, Kunst und Volksbildung Adolf Grimme und der Finanzen Otto Klepper. Antragsgegner waren hier das Deutsche Reich und der Reichskanzler als Reichskommissar für Preußen.
Der dritte Antrag war der des Landes Bayern, der vierte der des Landes Baden, beide ebenfalls gegen das Deutsche Reich.
Die Prozessvertretung der Reichsregierung erfolgte durch Georg Gottheiner, Carl Schmitt, Erwin Jacobi und Carl Bilfinger. Die SPD-Fraktion des preußischen Landtags wurde durch Hermann Heller vertreten. Vertreter der Preußischen Landesregierung waren der Ministerialdirektor im Staatsministerium Arnold Brecht, Gerhard Anschütz und als Gutachter Friedrich Giese, für die preußische Zentrumspartei Hans Peters, für Bayern Hans Nawiasky und Theodor Maunz.

#### Die Entscheidung des Staatsgerichtshofs
Nach der mündlichen Verhandlung vom 10., 14. und 17. Oktober 1932 fällte der Staatsgerichtshof unter der Leitung von Erwin Bumke am 25. Oktober seine Entscheidung (RGZ 138, Anhang S. 1 bis 43).
Eine Prüfung bezüglich des Vorliegens der Voraussetzungen einer erheblichen Störung oder Gefährdung der öffentlichen Sicherheit und Ordnung nahm der Staatsgerichtshof dabei allerdings nur insofern vor, als festgestellt wurde, dass die Regierung in sich handlungsfähig und gegenüber der KPD durchsetzungsfähig geblieben sei. Der Artikel (1) des Notverordnungsparagraphen treffe also nicht zu: „Wenn ein Land die ihm nach der Reichsverfassung oder den Reichsgesetzen obliegenden Pflichten nicht erfüllt, kann der Reichspräsident es dazu mit Hilfe der bewaffneten Macht anhalten.“ Der Sachverhalt des Artikels (2) liege aber vor: Die Sicherheit und Ordnung innerhalb des Landes sei gefährdet. Damit erklärte das Gericht die Anwendung der Notverordnung insgesamt für verfassungsgemäß, soweit sie den Reichskanzler zum Reichskommissar für Preußen bestellte und diesen ermächtigte, preußischen Landesministern vorübergehend Amtsbefugnisse zu entziehen und diese Befugnisse selbst zu übernehmen oder anderen Reichskommissaren zu übertragen. Das Gericht kommt andererseits zu dem Schluss, dass die Regierung weiterbesteht, ihre Absetzung unrechtmäßig erfolgte, und dass die Vertretung Preußens im Reichsrat oder sonst gegenüber Reich oder Preußischem Landtag von der kommissarischen Verwaltung ausgeschlossen ist.

„Die Verordnung des Reichspräsidenten vom 20. Juli 1932 zur Wiederherstellung der öffentlichen Sicherheit und Ordnung im Gebiet des Landes Preußen ist mit der Reichsverfassung vereinbar, soweit sie den Reichskanzler zum Reichskommissar für das Land Preußen bestellt und ihn ermächtigt, preußischen Ministern vorübergehend Amtsbefugnisse zu entziehen und diese Befugnisse selbst zu übernehmen oder anderen Personen als Kommissaren des Reiches zu übertragen. Diese Ermächtigung durfte sich aber nicht darauf erstrecken, dem preußischen Staatsministerium und seinen Mitgliedern die Vertretung des Landes Preußen im Reichstag, im Reichsrat oder gegenüber anderen Ländern zu entziehen. Soweit den Anträgen hiernach nicht entsprochen wird, werden sie zurückgewiesen.“

Die im Urteil indirekt geforderte Zusammenarbeit von Regierung und Kommission war von vornherein nicht möglich, die Reichsregierung setzte sich über die Bestimmungen des Urteils hinweg, die Rückgabe der Regierungsgewalt an die rechtmäßige Regierung nach der befristeten Arbeit der Kommission war nicht beabsichtigt.
Das Urteil gab beiden Seiten teilweise Recht und bewahrte den Dualismus von Preußen und Reich. Da aber die Absetzung der Regierung als unrechtmäßig betrachtet wurde, hätte eigentlich die Wiedereinsetzung der Regierung gefordert werden müssen. Das Gericht kapitulierte am Ende vor den geschaffenen Fakten. Das Urteil tolerierte im Grunde genommen einen Verfassungsbruch, weil das Gericht sich scheute, dem Reichspräsidenten einen Verfassungsbruch anzulasten. Michael Stolleis bewertete das Urteil in seinem Buch Geschichte des öffentlichen Rechts in Deutschland als einen „Markstein der den Untergang der Republik beschreibenden Verfassungsgeschichte. Das haben schon die Kommentatoren jener Zeit gespürt, und erst recht hat man es aus der Distanz so gesehen.“

### Die mündliche Verhandlung
In der stürmischen und in der Öffentlichkeit stark beachteten mündlichen Verhandlung wies Arnold Brecht darauf hin, dass die bürgerkriegsähnlichen Zustände in Preußen, die zur Notverordnung führten, erst durch die Aufhebung des Uniformverbots und der SA am 14. Juni entflammt seien. Die angebliche „innere Unfreiheit“ der Regierung Preußens habe nicht bestanden, eher die der Reichsregierung in ihrer Verbindung mit den Nationalsozialisten. Brecht versuchte nachzuweisen, dass die Reichsregierung in Übereinstimmung mit den Nationalsozialisten mit ihren vorausgehenden Maßnahmen zielgerichtet auf die Amtsenthebung der preußischen Regierung hingearbeitet habe. Dabei habe sie den Nationalsozialisten den Wind aus den Segeln nehmen wollen.
Georg Gottheiner sprach als Hauptvertreter der Reichsregierung. Er wies die Argumentation Brechts zurück. Es habe keine Absprachen mit den Nationalsozialisten gegeben. Der „Erregungsstoff“ der Nationalsozialisten habe sich gerade durch die „einseitige Behandlung“ durch die preußische Regierung angestaut. Preußen habe den Nationalsozialismus bekämpft und den Kommunismus begünstigt. Die Aufhebung des SA-Verbots habe als Ventil dienen sollen.

### Reaktion der Öffentlichkeit
Nach der Darstellung von Dirk Blasius wurde das Urteil von fast allen Seiten als erfreuliche Niederlage oder ungeschickter Fehlschlag der Reichsregierung wahrgenommen, nur die regierungsfreundliche Presse forderte einen weiteren konsequenten Schritt hin zum autoritären Staat. Die „politischen Passagen“ des Urteils wurden von den meisten Zeitungen verbreitet und bereiteten der späteren Auffassung der Bevölkerung den Boden, in einer Zeit der Unsicherheit und Unordnung müsse mit Hilfe des Notstandsrechts durchgegriffen werden.